# Hasanşeyh, Şebinkarahisar
Hasanşeyh là một xã thuộc huyện Şebinkarahisar, tỉnh Giresun, Thổ Nhĩ Kỳ. Dân số thời điểm năm 2011 là 73 người.